# Distretto di San Miguel de Corpanqui
Il distretto di San Miguel de Corpanqui è un distretto del Perù nella provincia di Bolognesi (regione di Ancash) con 777 abitanti al censimento 2007 dei quali 597 urbani e 180 rurali.
È stato istituito il 15 ottobre 1954.